# Sally Dynevor
Sally Whittaker-Dynevor (Middleton, Mánchester; 30 de mayo de 1963) es una actriz inglesa, más conocida por interpretar a Sally Webster en la serie Coronation Street.

## Biografía
Es hija de Robert y Jennifer Whittaker.
En Trafford, Gran Mánchester, en 1995, se casó con el guionista Tim Dynevor, con quien tiene tres hijos: la actriz Phoebe Harriet Dynevor (17 de abril de 1995), Samuel Charles R. Dynevor (10 de marzo de 1997) y Harriet Fleur "Hatty" Dynevor (octubre de 2003).
En noviembre de 2009, fue diagnosticada con cáncer de mama, por lo que se sometió a quimioterapia y radioterapia.
En 2010 comenzó a usar el apellido de su esposo, Dynevor, como artístico.

## Carrera
Se entrenó en el Oldham Repertory Theatre y en el Mountview Academy of Theatre Arts.
En 1985 apareció como invitada en un episodio de la serie Juliet Bravo, donde interpretó a Wendy Cunningham. El 21 de enero de 1986, se unió al elenco principal de Coronation Street, donde interpreta a Sally Seddon-Webster hasta ahora. Se fue de la serie por seis meses para recuperarse luego de ser diagnosticada con cáncer de mama y regresó el 10 de julio de 2010.

## Apoyo a obras de caridad
Desde 1999 ha sido embajadora para la obra de caridad ActionAid, incluso ha viajado a India para concienciar sobre la organización. Representó a la organización cuando participó en el programa Who Wants To Be A Millionaire?.

## Filmografía

### Series de televisión
| Año             | Título            | Personaje        | Notas                         |
| --------------- | ----------------- | ---------------- | ----------------------------- |
| 1986 - presente | Coronation Street | Sally Webster    | 1,685 episodios               |
| 1985            | Juliet Bravo      | Wendy Cunningham | episodio "Chasing the Dragon" |

### Películas
| Año  | Título         | Personaje        | Notas                                           |
| ---- | -------------- | ---------------- | ----------------------------------------------- |
| 2003 | Ek Alag Mausam | Asistente Social | junto a Nandita Das, Rajit Kapoor & Anupam Kher |

### Apariciones
| Año  | Programa                       | Notas                                                    |
| ---- | ------------------------------ | -------------------------------------------------------- |
| 2009 | All Star Family Fortunes       | concursante - episodio "Coronation Street vs. Emmerdale" |
| 2008 | Who Wants To Be A Millionaire? | concursante                                              |

## Premios y nominaciones
| Año  | Categoría                                        | Premio             | Serie             | Resultado |
| ---- | ------------------------------------------------ | ------------------ | ----------------- | --------- |
| 2016 | Best Partnership (junto a Joe Dynevor)           | Inside Soap Award  | Coronation Street | Nominados |
| 2016 | Best On-Screen Partnership (junto a Joe Dynevor) | British Soap Award | Coronation Street | Ganadores |
| 2011 | TV Soap Personality                              | TRIC Award         | Coronation Street | Nominada  |